# 오카다 료스케
오카다 료스케(일본어: 岡田 亮輔, 본명: 이토 료스케(일본어: 伊藤 亮輔), 1983년 2월 16일 ~ )는 일본의 배우이다.

## 출연작
- 2009년 브레이크(ブレーキ BRAKE) - 주연
- 방황하는 칼날 - 주연